# Holland ved vinter-OL 2014
Holland deltog ved vinter-OL 2014 i Sotji, som blev afholdt i perioden 7. til 23. februar 2014.

## Medaljer
| 2014 Sotji | Guld | Sølv | Bronze | Total |
| Holland    | 8    | 7    | 9      | 24    |

Ireen Wüst fik to guld- og tre sølvmedaljer i hurtigløb på skøjter. Alle de hollandske medaljer blev taget i hurtigløb på skøjter (Speed Skating), bortset fra en enkelt bronzemedalje, der blev taget i kortbaneløb på skøjter (Short Track).